# Partido de los Cristianos Respetuosos de la Biblia
El Partido de los Cristianos Respetuosos de la Biblia (alemán: Partei Bibeltreuer Christen, PBC) fue un partido político evangélico y conservador en Alemania. Fue fundado en el año 1989 por el pastor Gerhard Heinzmann.
La mayoría de sus miembros provienían de Baden-Wurtemberg y Sajonia y eran miembros o simpatizantes de lo que los alemanes llaman "iglesias libres", es decir, los protestantes no afiliados a la Iglesia Evangélica de Alemania. Llegó a obtener representación en algunos consejos de estos estados federados.
El éxito del partido, sin embargo, fue muy limitado a nivel federal y estatal, ya que nunca llegó al 5% de los votos necesarios para entrar en algún parlamento.
El partido fue miembro del Movimiento Político Cristiano Europeo (EPCM). Se definía como la voz de los cristianos de todas las iglesias.

## Programa
Estaba en contra de los matrimonios del mismo sexo y la legalidad del aborto. Sostienía que la pornografía, la prostitución, la enseñanza religiosa islámica y la ingeniería genética debían ser prohibidas. Además sostenía que la experimentación con animales debía ser ampliamente restringida, admitiéndola solo en caso de fines médicos, pero prohibiéndola en otros casos. Era compatible con la educación en el hogar  y abogaba por la introducción de una instrucción bíblica obligatoria en las escuelas y cárceles.
Era compatible con una referencia a Dios en la Constitución Europea. En política exterior, era fuertemente pro-Israel, ya que suponía que este era una consecuencia de la profecía bíblica pertinente.
Rechazaba el Tratado de Lisboa y pedía un referéndum sobre la Constitución Europea. Sin embargo, apoyaba la asociación de los Estados de Europa y rechazaba las ideologías nacionalistas.

## Organización
Contaba con organizaciones en 9 estados federados, y cooperaba con varios partidos de ideología similar, como el Partido de Centro, el Partido Ecológico-Democrático y el AUF - Partei für Arbeit, Umwelt und Familie, teniendo como objetivo fusionarse con este último. Esto se hizo realidad el 28 de marzo de 2015, cuando el PBC se fusionó con el AUF para formar el partido Bündnis C – Christen für Deutschland.

## Resultados electorales

### Elecciones federales
| Resultados | Resultados | Resultados | Resultados |
| Año        | Votos      | %          |            |
| ---------- | ---------- | ---------- | ---------- |
| 1994       | 65.651     | 0,1 %      |            |
| 1998       | 71.941     | 0,1 %      |            |
| 2002       | 101.645    | 0,2 %      |            |
| 2005       | 108.605    | 0,2 %      |            |
| 2009       | 40.370     | 0,1 %      |            |
| 2013       | 18.529     | 0,0 %      |            |

### Elecciones al Parlamento Europeo
| Resultados | Resultados | Resultados | Resultados |
| Año        | Votos      | %          |            |
| ---------- | ---------- | ---------- | ---------- |
| 1994       | 93.210     | 0,3 %      |            |
| 1999       | 68.732     | 0,3 %      |            |
| 2004       | 98.651     | 0,4 %      |            |
| 2009       | 80.688     | 0,3 %      |            |
| 2014       | 55.377     | 0,2 %      |            |

### Elecciones municipales
El partido logró estar representado en algunos consejos locales. Al momento de su fusión con el AUF, estaba representado en dos consejos locales: en Klingenthal con el 4,98% de los votos y un escaño en el consejo de la ciudad y en Gifhorn con el 1,76% de los votos y un escaño en el consejo de la ciudad.
De 2004 a 2009, el PBC estuvo representado en el distrito de Böblingen con un escaño en el consejo y en Güstrow (Mecklenburg-Vorpommern) con un escaño entre 2004 y 2008. También estuvo representado en el consejo de Gronau (Renania del Norte-Westfalia), con un escaño a partir de 2004, pero en 2009 perdió su representación.

## Presidentes del partido
- Gerhard Heinzmann 1989-2005
- Walter Weiblen 2005-2007
- Ole Steffes 2007-2015